# ネクステラ・エナジー

企業ロゴ

ネクステラ・エナジー（英: NextEra Energy, Inc.）は、電力および天然ガス事業者を保有するアメリカ合衆国の持株会社。フロリダ州・Juno Beachに本拠を置き、再生可能エネルギーのアメリカにおける最大手である。ニューヨーク証券取引所上場企業（NYSE: NEE）。

## 沿革
1925年12月、ネクステラ・エナジーのルーツであるFlorida Power & Light Company（FPL）が設立、発電所やガスプラントの運営からアイスクリームの製造まで多様な事業を手掛けた。第二次世界大戦中はFPLの労働者の多くが兵役に取られたため、多くの女性が採用されその穴を埋めていた。1950年にFPLは株式を上場、1972年にターキー・ポイント原子力発電所が稼働を開始、1989年にFPLはその品質管理を認められ日本企業以外で初めてデミング賞を受賞した。1997年、社内に再生可能エネルギー部門（後のネクステラ・エナジー・リソーシズ、NEER）を設立の上、1998年に風力発電に進出し、オレゴン州やウェストバージニア州などに相次いで風力発電所を新設、また2002年以降、テキサス州やカリフォルニア州など、風力発電事業者の買収を全米規模で重ね、また2009年、デソト郡やケネディ宇宙センター近くに、大規模な太陽光発電施設を相次いで完成させ、この結果、NEERは2009年に風力発電および太陽光発電のアメリカにおける最大手となった。
2010年、環境対策への取り組みやフロリダ州外進出の意味を名称に込めた持株会社「ネクステラ・エナジー」を設立し、FPLおよびNEERをその傘下に置く企業形態となった。2011年、フロリダ州マーティン郡に世界初の太陽光と火力によるハイブリッド発電所であるMartin Next Generation Solar Energy Centerが稼働開始、2015年、カリフォルニア州リバーサイド郡に世界最大規模の太陽光発電施設であるDesert Sunlight Solar Farmが稼働開始、FPLではターキー・ポイントなど年数の経過した原子力発電所の耐用年数延長事業に取り組むと共に、NEERにおける再生可能エネルギーへの投資を相次いで行っている。なお、FPLはカナダでも事業を行っており、またNEERはカナダおよびスペインでも事業を行っている。